# Kirche Deyelsdorf

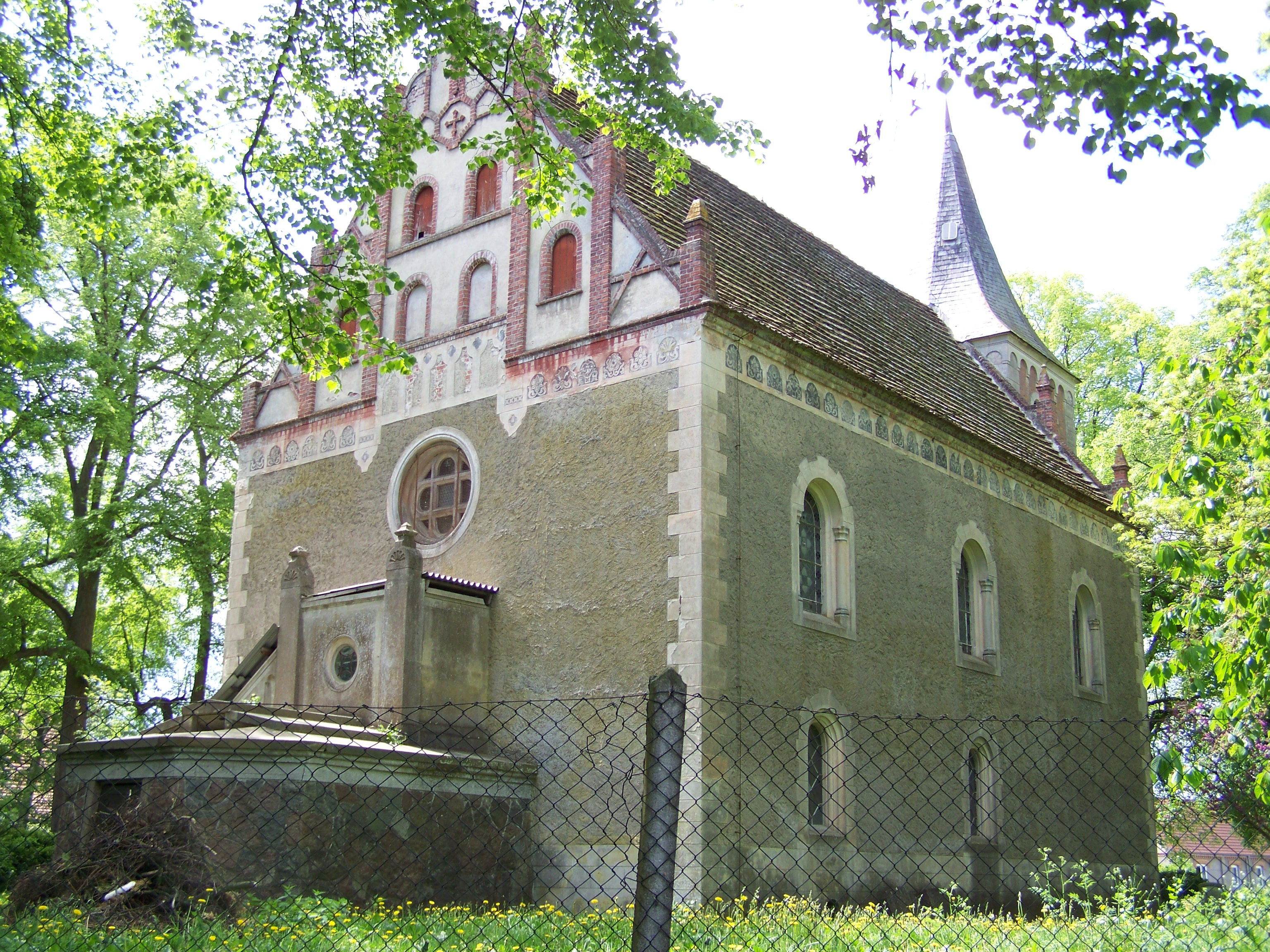
Kirche in Deyelsdorf

Die Kirche Deyelsdorf ist ein Kirchengebäude in der Gemeinde Deyelsdorf. Sie stammt aus dem 17. Jahrhundert.

## Geschichte
Die Kirche wurde in den Jahren 1601 bis 1606 im Auftrag Caspar von Behrs nach dem Vorbild der Torgauer Schlosskapelle als Querkirche gebaut. 1872 wurde sie unter Heinrich Thormann in Formen der Neurenaissance stark umgebaut. In diesem Jahr wurden auch das Rundfenster in der Ostwand, der Emporenaufgang an der Ostwand, das Südportal, die Putzquaderung an den Ecken und die Putzfriese erneuert.
Während der Kirchenpatron die Kirche von Osten über eine gesonderte Außentreppe, die zu einer massiven Empore führte, erreichte, betrat die restliche Gemeinde den unteren Teil der Kirche von Westen her durch den Turm.

## Beschreibung
Der dreijochige, verputzte Saalbau besitzt am Ostgiebel Rundbogenluken, Lisenen und Fialtürmchen. Ähnlich ist der Westgiebel gestaltet. Der backsteinsichtige Turm ist viergeschossig ausgeführt. Er besitzt Eckquaderung, ein Rundbogenfries und einen Spitzhelm.

## Ausstattung
Zur Ausstattung zählen flache Kreuzgratgewölbe mit ornamentaler Bemalung.
Zu den Sehenswürdigkeiten gehören eine aus dem Jahr 1820 stammende, aus Marmor gefertigte Skulptur des segnenden Christus, eine Kopie nach Bertel Thorvaldsen, sowie Kanzel, Gemeindegestühl und Taufstein aus derselben Zeit. Das Predigergestühl wurde im 17. Jahrhundert gefertigt.
Der Kanzelkorb befindet sich in Franzburg. Der gotische Marienkrönungsaltar, der noch aus der Vorgängerkirche stammte, kam nach 1870 über Ulrich von Behr-Negendank zunächst nach Semlow in die Behrsche Gruftkapelle. Nach dem Zweiten Weltkrieg wurde er nach Stralsund gebracht, wo er heute in der Marienkirche steht.

## Orgel

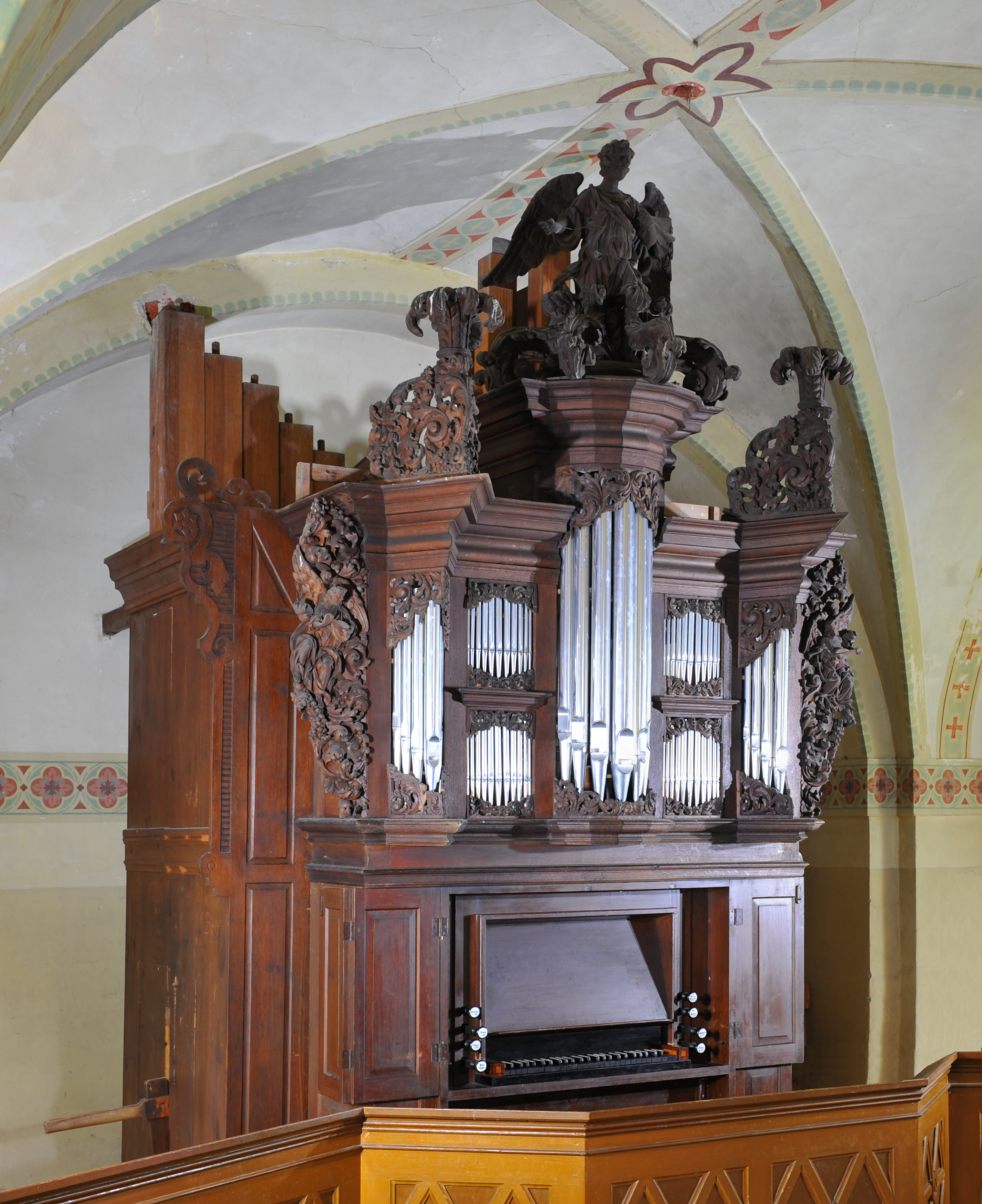
Die Deyelsdorfer Schnitger-Mehmel-Orgel

Die Orgel in ihrer ursprünglichen Gestalt wurde, wie erst seit 2014 bekannt, 1694 von Arp Schnitger als Hausorgel für Johann Friedrich Mayer angefertigt. Mayer wirkte zu dieser Zeit als Hauptpastor an der Hamburger Hauptkirche St. Jacobi, in der Arp Schnitger 1693 eine große Orgel vollendet hatte. Nach Antritt einer neuen Stelle nahm Mayer das Instrument nach Greifswald in sein dortiges Privathaus mit. Ihr Verbleib nach Mayers Tod (1712) ist für etwa drei Jahrzehnte ungewiss. Anschließend, im Jahr 1741/42, wurde sie von Orgelbauer Christian Weldt aus Grimmen in der Deyelsdorfer Kirche aufgestellt; dabei wurden der Engel auf dem Mittelturm und die Palmetten ergänzt. Um 1800 erweiterte Friedrich Friese I die Orgel um ein Pedal (Violon 8′, Umfang C–c1). Im Jahre 1878 änderte Friedrich Albert Mehmel die Disposition auf I/P/7 mit einem einzigen Pedalregister (Subbass 16′) und erstellte das heute vorfindliche Orgelwerk hinter dem erhaltenen Prospekt von Arp Schnitger mit einem Manualumfang C–f3 und Pedalumfang C–d1.
Mehmels Innenwerk ist ein technisches Unikat, das sich durch seine patentierte Windladenkonstruktion (Präzisionslade) auszeichnet. Zwei der sieben Register, die hölzernen Register Gedackt 8′ und Flöte 4′, stammen noch von Schnitger, außerdem ist eine Innenpfeife des Prospektprinzipals erhalten. Die Deyelsdorfer Orgel ist vermutlich das einzig teilweise erhaltene Exemplar einer Hausorgel aus der Werkstatt von Arp Schnitger. Anhand der verschiedenen Baustufen der Prospekt-Ornamente lässt sich gut rekonstruieren, dass der Raum, für den das Instrument ursprünglich konstruiert wurde, direkt über dem Mittelturm abschloss, also die Höhe eines verhältnismäßig normalen Wohnraumes besaß. In Mayers Greifswalder Wohnung mussten zur Aufstellung der Orgel sogar Deckenbalken gekürzt werden. Wegen ihrer einzigartigen Baugeschichte und ihrer Bedeutung für die norddeutsche Hausorgelkultur des 18. Jahrhunderts kann die Deyelsdorfer Orgel zu den bedeutendsten Denkmalorgeln in Mecklenburg-Vorpommern gezählt werden. Sie wurde 1998  durch Rainer Wolter aus Zudar restauriert.
Disposition:
| Manual C–f3     |                      |     |
| Principal       | 8′                   |     |
| Viola di Gamba  | 8′                   |     |
| Gedackt         | 8′                   | (S) |
| Geigenprincipal | 4′                   |     |
| Flöte           | 4′                   | (S) |
| Quarta I–II     | 2′, ab c0 2 ⁄3′ + 2′ |     |

| Pedal C–d1 |     |
| Subbaß     | 16′ |

- Koppeln: M/P
- Anmerkung:

(S) = Register von Arp Schnitger 1694
Der Originalzustand der ursprünglichen Schnitger-Hausorgel sah nach den Forschungen des Organologen Jan von Busch folgendermaßen aus: Kein selbstständiges Pedal; keine Zungenstimmen; ein Manual wohl mit dem Umfang CDE–c3; Disposition: Gedackt 8′, Principal 4′, Flöte 4′, Sesquialtera II, Octave 2′ sowie drei weitere Obertonregister, möglicherweise Quinte 3′, Waldflöte 2′ und Quinte 1½′/Mixtur/Scharff.

## Gemeinde
Die evangelische Kirchgemeinde des Pfarramtes Glewitz gehört seit 2012 zur Propstei Stralsund im Pommerschen Evangelischen Kirchenkreis der Evangelisch-Lutherischen Kirche in Norddeutschland. Vorher gehörte sie zum Kirchenkreis Demmin der Pommerschen Evangelischen Kirche.